# NGC 5988
NGC 5988 est une vaste et lointaine galaxie spirale située dans la constellation du Serpent. Sa vitesse par rapport au fond diffus cosmologique est de (10 697 ± 10 km/s), ce qui correspond à une distance de Hubble de 158 ± 11 Mpc (∼515 millions d'al). NGC 5988 a été découverte par l'astronome américain Lewis Swift en 1887.
La classe de luminosité de NGC 5988 est III-IV et elle présente une large raie HI. Selon la base de données Simbad, NGC 5988 est une galaxie LINER, c'est-à-dire une galaxie dont le noyau présente un spectre d'émission caractérisé par de larges raies d'atomes faiblement ionisés.
En raison d'une brillance de surface égale à 14,00 mag/am2, on peut qualifier NGC 5988 de galaxie à faible brillance de surface (LSB en anglais pour low surface brightness). Les galaxies LSB sont des galaxies diffuses (D) avec une brillance de surface inférieure de moins d'une magnitude à celle du ciel nocturne ambiant.
Une mesure non basée sur le décalage vers le rouge (redshift) donne une distance d'environ 205,000 Mpc (∼669 millions d'al). Cette valeur est loin à l'extérieur des valeurs de la distance de Hubble. Notons que c'est avec la valeur moyenne des mesures indépendantes, lorsqu'elles existent, que la base de données NASA/IPAC calcule le diamètre d'une galaxie.